# Eugène François Vidocq
Eugène François Vidocq (født 23. juli 1775 i Arras, Frankrig, død 11. maj 1857 i Paris) var en fransk soldat og kriminel, som i 1833 grundlagde verdens første kendte detektivbureau. Senere blev han også kendt som forfatter til en selvbiografi. Vidocq beskrives ofte som virkelighedens Sherlock Holmes og har flere gange været inspiration for film, blandt andet filmen Vidocq fra 2001.